# 亚尔马特·安诺生
亚尔马特·内勒高·安诺生（丹麥語：Hjalmart Nørregaard Andersen，1889年10月11日—1974年1月23日），丹麦前男子竞技体操运动员。他曾代表丹麦获得1912年夏季奥运会体操比赛男子团体自由式铜牌。